# Karl Gustav Himly
Karl Gustav Himly Himly (Braunschweig, 30 aprile 1772 – Gottinga, 22 marzo 1837) è stato un chirurgo e oculista tedesco.

## Biografia
Studiò medicina presso l'Università di Würzburg sotto Karl Kaspar von Siebold (1736-1807) e presso l'Università di Gottinga con August Gottlieb Richter (1742-1812). Nel 1795 divenne professore presso l'ospedale di Braunschweig e nel 1801 succedette a Christoph Wilhelm Hufeland (1762-1836) come professore di medicina all'ospedale di Jena.
Dal 1803 fu professore di chirurgia presso l'Università di Gottinga, dove lavorò con Konrad Johann Martin Langenbeck (1776-1851), e il suo ex insegnante, August Richter. Nel 1809, Himly fu determinante nello stabilire un nuovo ospedale a Gottinga. Tra i suoi studenti più noti c'erano Karl Friedrich Heusinger (1792-1883), Christian Georg Theodor Ruete (1810-1867) e Friedrich August von Ammon (1799-1861).
Himly era un pioniere nel campo dell'oftalmologia. Inoltre, svolse delle indagini precoci che coinvolgono le possibilità di innesto corneale. Nel 1802, con Johann Adam Schmidt (1759-1809), iniziò la pubblicazione di "Ophthalmologische Bibliothek", una rivista che divenne la prima rivista dedicata alla medicina oftalmica in Germania. Dal 1809 al 1814 pubblicò il "Journal für praktische Heilkunde" con Christoph Hufeland.
Morì Gottinga nel 1837. Suo figlio, Ernst August Wilhelm Himly (1800-1881), era un noto fisiologo.